# Bibliothek Witten

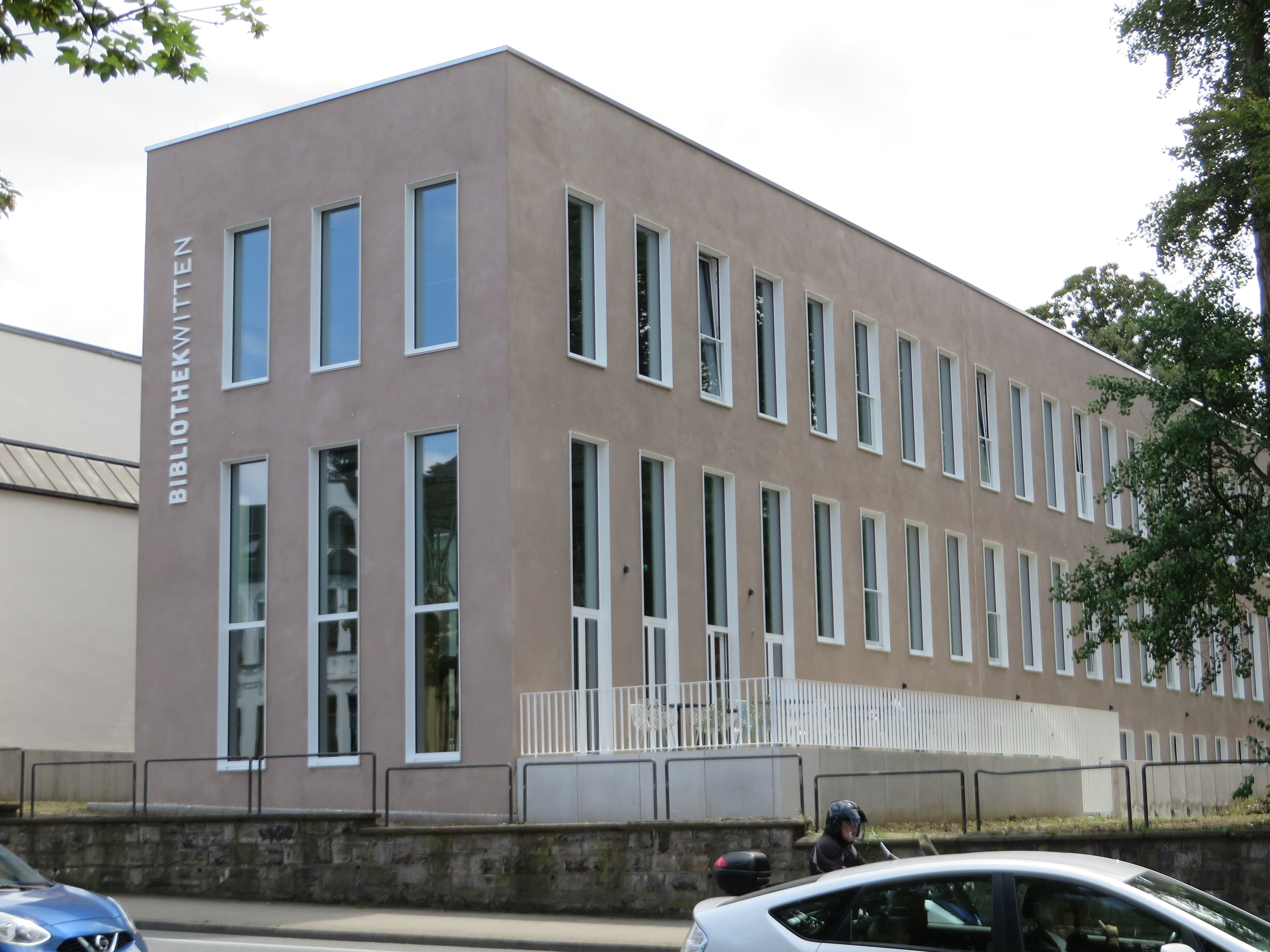
Neubau der Zentralbibliothek, 2016

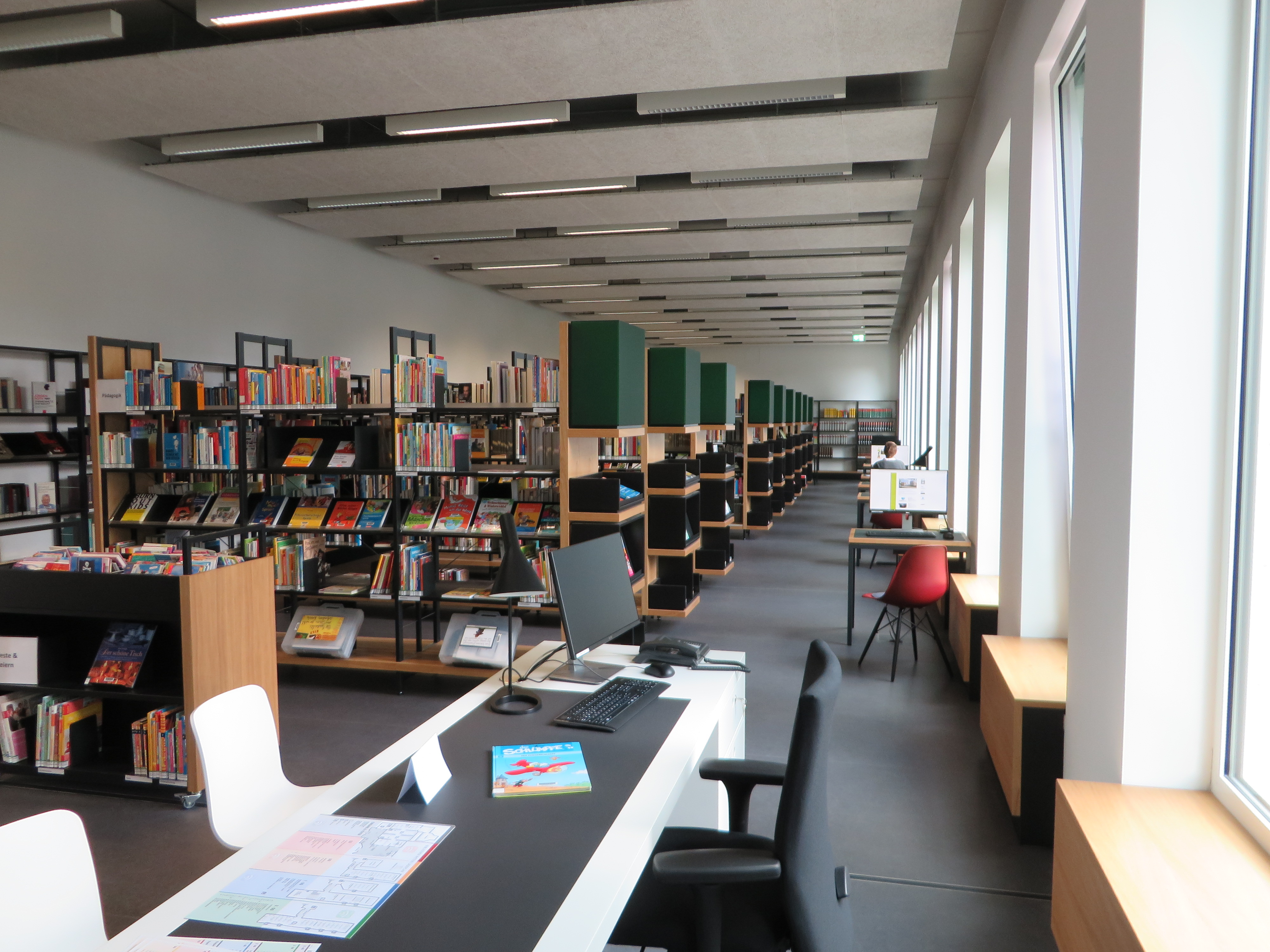
Zentralbibliothek

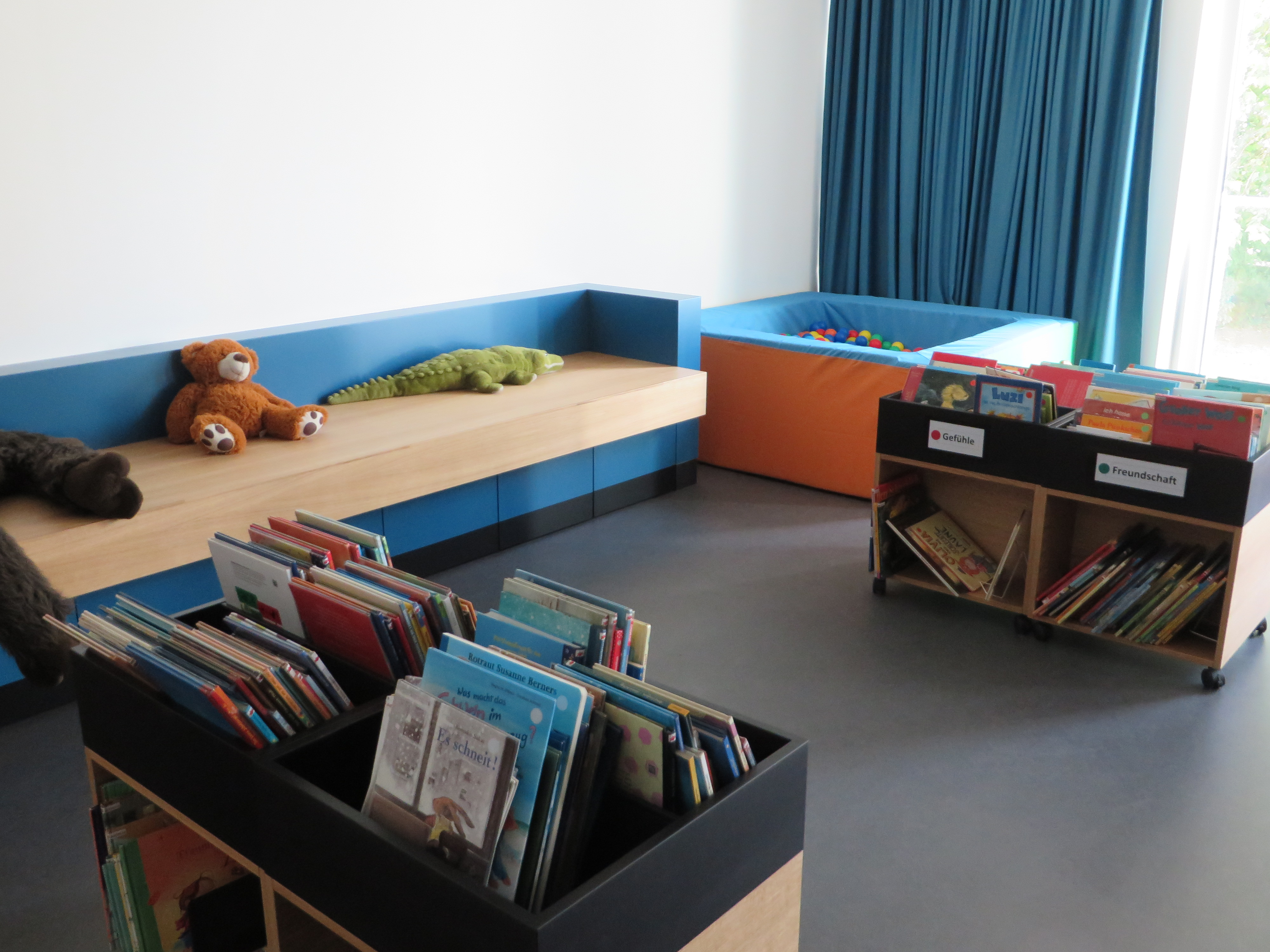
Kinderbibliothek

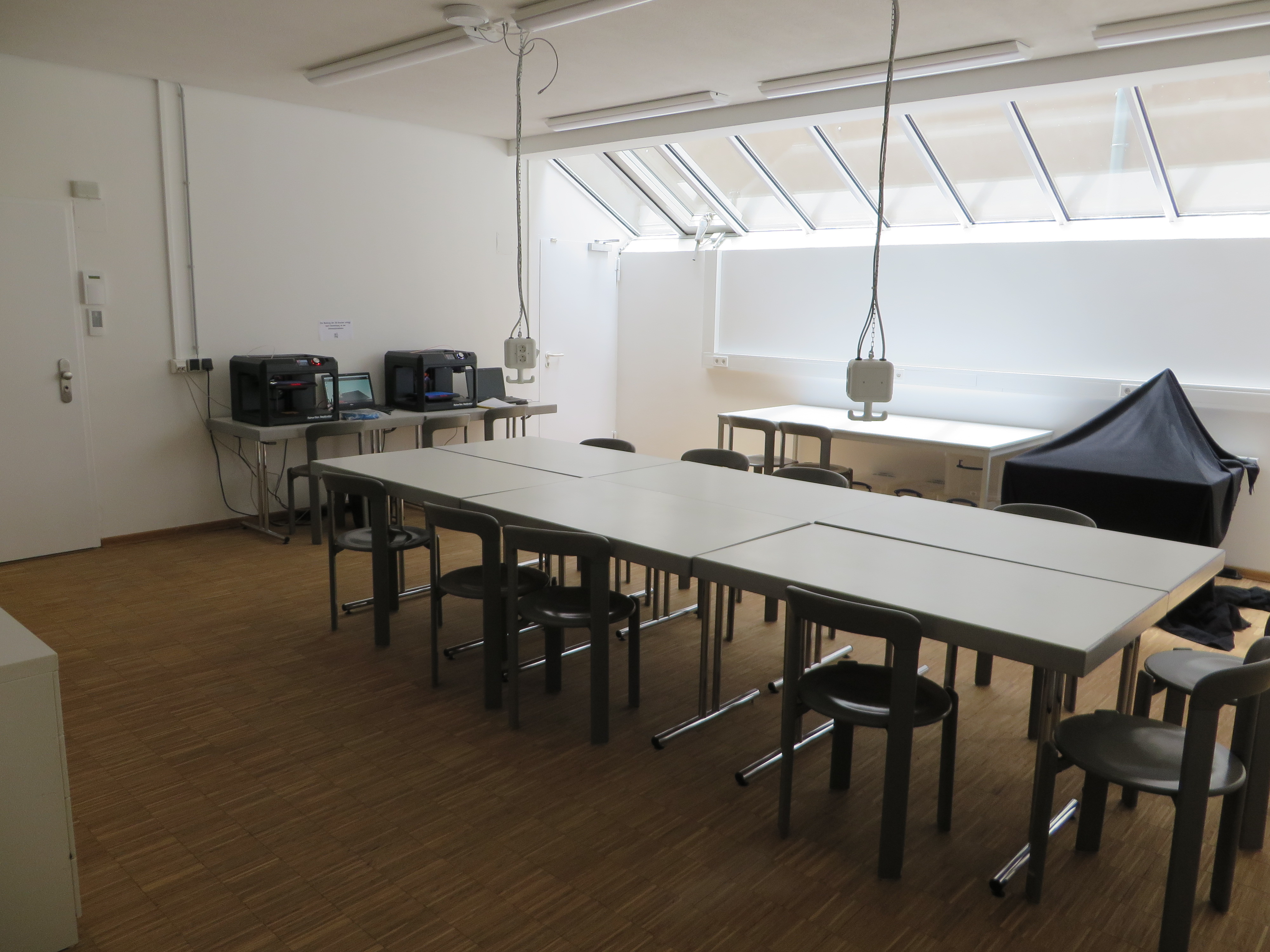
Makerspace mit zwei 3D-Druckern Makerbot Replicator

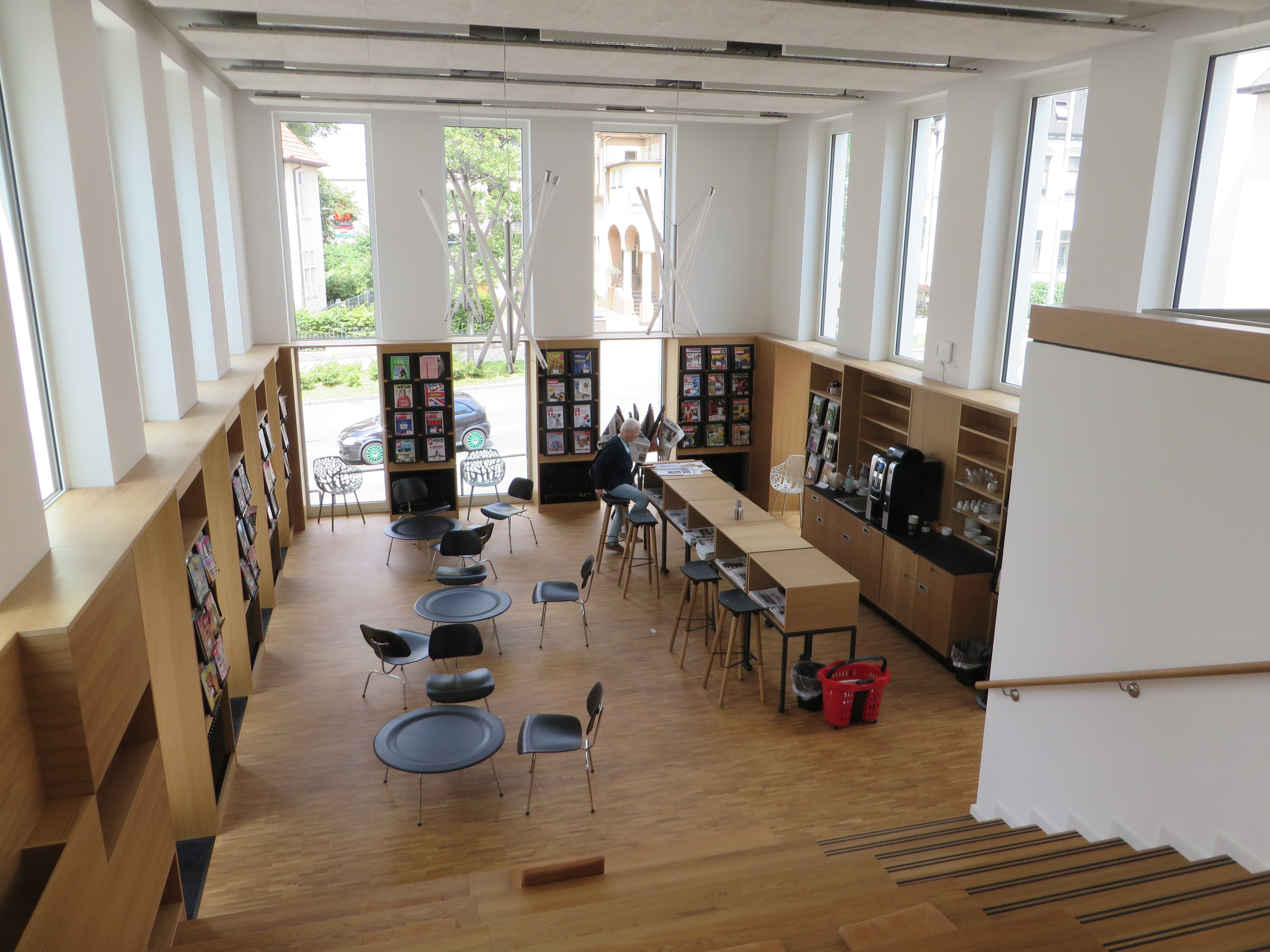
Lesecafé

Die Bibliothek Witten (bis 2011 Stadtbücherei Witten) ist die Stadtbibliothek der Stadt Witten.  Sie verfügt über eine Zentralbibliothek und vier Stadtteilbibliotheken im Stadtgebiet.

## Geschichte

### Gründung
Als erste öffentliche Bibliothek im heutigen Stadtgebiet Wittens wurde 1882 die sogenannte Volksbücherei in Annen gegründet. 1911 erfolgte die Einrichtung der Stadtbücherei im 1909–1911 neu erbauten Märkischen Museum. Die zu Beginn 4588 Bände stammten vom Wittener Bildungsverein. Durch die Eingemeindungen von Annen, Rüdinghausen, Stockum und Bommern 1929 kamen die ersten Zweigstellen hinzu. Wegen veralteter und zerlesener Buchbestände wurden die Zweigstellen Bommern, Rüdinghausen und Schnee allerdings bald wieder geschlossen. Es blieben nur die Zweigstellen Annen und Stockum.

### Zeit des Nationalsozialismus und unmittelbare Nachkriegszeit
1933 wurde Peter Emil Noelle, der Direktor des Märkischen Museums von der Wittener NSDAP als „Kreisfachberater für das Schrifttum“ mit der Säuberung der öffentlichen Bibliotheken und Buchhandlungen von unerwünschte Literatur beauftragt. In der Zeit des Nationalsozialismus wurde stattdessen v. a. Blut-und-Boden-Literatur angeschafft. 1938 zog die Stadtbücherei aus dem Museum in ein Haus am Humboldtplatz um. Dieses Gebäude war um die Jahreswende 1935/36 vom Verein für Orts- und Heimatkunde in der Grafschaft Mark von der in der Zeit des Nationalsozialismus zur Selbstauflösung gezwungenen Freimaurerloge Friedrich Leopold zur Markaner Treue günstig erworben und an die Stadt Witten weitergegeben worden. Nachdem das Gebäude 1945 einem Bombenangriff zum Opfer gefallen war, wurde die Stadtbücherei behelfsmäßig in der sanierungsbedürftigen Schillerschule untergebracht. 1946 musste wegen des Kontrollratsbefehls Nr. 4 (Einziehung von Literatur und Werken nationalsozialistischen und militaristischen Charakters) NS-Literatur bei den Alliierten Behörden abgeliefert werden.

### Nachkriegszeit
1948 zog die Stadtbücherei in ein Haus in der Nordstraße. 1955 zog sie in den Neubau des Rathauses und wurde von einer Thekenbücherei auf Freihandaufstellung umgestellt. In Heven wurde 1957 eine Zweigstelle in der Dorfschule eröffnet. 1958 wurde eine Jugendbücherei im Berufsschulzentrum an der Husemannstraße eingerichtet. 1960 eröffnete erneut eine Zweigstelle in Rüdinghausen, 1961 eine Zweigstelle in Bommern. Zum 50-jährigen Jubiläum erschien 1961 eine Geschichte der Stadtbücherei unter dem Titel Stadtbücherei Witten 50 Jahre. 1965 führte die Stadtbücherei die Entgeltfreiheit für Benutzer ein. 1968 zog die Hauptstelle in ein 1909 erbautes, ehemaliges Gebäude der Sparkasse Witten an der Ruhrstraße. In den 1980er Jahren vernichtete ein Brand ca. 15 % des Bestands der Zweigstelle in Annen. 1992 wurde der elektronische Bibliothekskatalog (OPAC) eingeführt (Bibliothekssystem SISIS von OCLC). 1996 wandelte die Stadt ihr Kulturamt in einen Eigenbetrieb mit Namen Kulturforum Witten um, der seitdem formal die Stadtbücherei trägt.

### Seit 2000: Umstrukturierungen
2003 wurde die Stadtteilbücherei Rüdinghausen geschlossen. Seit 2004 ist der Bibliothekskatalog über das Internet zugänglich. Anfang 2006 änderte das die Stadtbücherei tragende Kulturforum Witten die Rechtsform zu einer Anstalt des öffentlichen Rechts und ist damit formal von der Stadt unabhängig. 2006 schloss die Zweigstelle in Bommern.

#### Streit um geplanten Umzug ins Märkische Museum
Nachdem der Stadtrat 2010 einen Beschluss gefasst hatte, das stark sanierungsbedürftige Gebäude an der Ruhrstraße zu verkaufen und die Bibliothek in das Märkische Museum zu verlegen, sammelte die Bürgerinitiative Rettet unsere Stadtbücherei über 10.000 Unterschriften für den Verbleib der Bibliothek am aktuellen Standort. Ab 2011 – mit der besonderen Methode „Politik im streitbaren Dialog“ – moderierte der pensionierte Wittener Soziologe Harald Bolle-Behler etwa zwei Jahre lang die „Bürgerwerkstatt“. In dieser Bürgerwerkstatt konnte bis Ende 2012 kein Kompromiss erzielt werden. Im Dezember 2012 beschloss der Stadtrat, einen Bürgerentscheid durchzuführen. Im Januar 2013 stoppte der Ennepe-Ruhr-Kreis die Vorbereitungen für diesen Bürgerentscheid wegen rechtlicher Bedenken, da die Bibliothek seit 2006 nicht mehr unmittelbar von der Stadt, sondern von einer Anstalt des öffentlichen Rechts betrieben wurde. An Stelle des Bürgerentscheids sollte im März 2013 eine Bürgerbefragung durchgeführt werden. Nachdem keine Einigung über die Details der Bürgerbefragung mit der Bürgerinitiative erreicht werden konnte, erklärte der Stadtrat das Bürgerbegehren im März 2013 für unzulässig.
Für Mitglieder der Bibliothek Witten wurde ein kostenloser Zugang zum Munzinger-Archiv und zur Encyclopædia Britannica ermöglicht. 2012 wurden die Medien der Zentralbibliothek mit RFID-Etiketten ausgestattet und ein Selbstverbuchungssystem eingerichtet. Die Bibliothek Witten wurde zusammen mit den Bibliotheken Bochum, Ennepetal, Hattingen, Herne und Schwelm Kunde der Onleihe und ermöglicht seitdem die Ausleihe DRM-geschützter E-Books über das Internet. 2012 gründete sich außerdem der „Förderverein der Bibliothek Witten“. Die Stadtteilbibliothek Heven wurde 2012 verkleinert und schloss Ende 2014. Ende Mai 2013 wurde das Gebäude der Zentralbibliothek verkauft. 2013 wurde die Bibliothek Witten in den Sozialen Netzwerken Facebook und Twitter aktiv. Die Aktivität bei Twitter wurde aber schon 2014 wieder eingestellt. Im Oktober 2014 begann der Bau eines Anbaus für die Bibliothek Witten am Märkischen Museum. Seit Anfang 2015 bieten die Zentralbibliothek, die Stadtteilbibliotheken Annen und Herbede und die Verwaltung in der Villa Berger kostenlosen Internetzugang über Freifunk. Im März 2015 wurde die Stadtteilbibliothek Stockum geschlossen.

### Umzug zum Märkischen Museum
2016 zog die Zentralbibliothek von der Ruhrstraße in den Anbau am Märkischen Museum. Am neuen Standort ist die bisherige Kinderbibliothek ausgebaut worden in zwei nach Alter getrennte Kinderbibliotheken, eine Elternbibliothek und eine Jugendbibliothek. Neben Büchern, Musik- und Hörbuch-CDs und DVDs werden auch Brett- und Videospiele zum Verleih angeboten. Es steht eine große Zahl kostenlos benutzbarer Internet-PCs zur Verfügung. Neu sind auch ein Lesecafé mit Außenterrasse, ein Konferenzraum und ein Makerspace mit zwei 3D-Druckern Makerbot Replicator. Die Öffnungszeiten wurden erweitert und auf das Wochenende ausgedehnt.
2017 zog die Zweigstelle Annen ebenfalls um in die Annenstraße 127. 2018 migrierte die Bibliothek Witten auf das Bibliothekssystem BIBLIOTHECAplus von OCLC. Seit 2019 unterstützt das Bibliothekssystem auch E-Mail. Seit 2020 nimmt die Bibliothek Witten am Video-on-Demand-Filmportal für öffentliche deutschsprachige Bibliotheken Filmfriend teil. 2022 zog die Stadtteilbibliothek Herbede in die hinteren Räume der Sparkasse Herbede. Nach einem Ransomware-Angriff auf die Stadtverwaltung im Oktober 2021 war der Katalog der Bibliothek Witten ca. ein Jahr nicht über das Internet erreichbar. Seit 1. Dezember 2022 werden im Rahmen einer Bibliothek der Dinge auch verschiedene Gebrauchsgegenstände zur Ausleihe angeboten.

## Bewertung im Bibliotheksindex
2011 nahm die Bibliothek Witten zum ersten Mal am Bibliotheken-Vergleich Bibliotheksindex teil und landete in den Kategorien „Gesamtrang nach Größenklassen“ und „Kundenorientierung“ auf dem letzten Platz unter etwa 160 bundesweit getesteten Einrichtungen. In den Kategorien „Auftragserfüllung“ und „Wirtschaftlichkeit“ erreichte sie Plätze im hinteren Drittel des Feldes. Bei der zweiten Teilnahme 2012 landete sie in allen vier Kategorien in der Schlussgruppe. Auch 2013 konnte sie sich nur wenig verbessern und lag weiterhin in der Schlussgruppe. 2014 landete sie auf dem letzten Platz.

## Zweigstellen
| Zweigstelle                 | Lage              | Bestand                                                              | Bemerkungen | Bild |
| --------------------------- | ----------------- | -------------------------------------------------------------------- | --- | ---- |
| Zentralbibliothek           | Husemannstraße 12 | knapp über 80.000 Medien, davon über 60.000 Bücher (Stand Aug. 2016) | Selbstverbuchung, Kinder-, Eltern- und Jugendbibliothek, Internet-PCs, kostenloses WLAN (Freifunk), Brett- & Videospiele, Lesecafé, Makerspace mit 3D-Druckern, Konferenzraum, auch am Wochenende geöffnet |      |
| Stadtteilbibliothek Annen   | Annenstraße 127   | ca. 13.500 Medien (Stand Dez. 2011)                                  | älteste Bibliothek im Wittener Stadtgebiet; kostenloses WLAN (Freifunk) |      |
| Stadtteilbibliothek Herbede | Meesmannstraße 47 | ca. 10.000 Medien (Stand Dez. 2011)                                  | kostenloses WLAN (Freifunk) |      |
| zentrale Verwaltung         | Ruhrstraße 69     | (keine Medien)                                                       | in der Villa Berger; kostenloses WLAN (Freifunk) |      |

## Weitere Bibliotheken in Witten
- Bibliothek des Vereins für Orts- und Heimatkunde in der Grafschaft Mark, Spezialbibliothek, 40.000 Bände
- Universitätsbibliothek Witten/Herdecke, Präsenzbibliothek, über 30.000 Bände
- Bibliothek des Stadtarchivs Witten, Spezialbibliothek
- Katholische Öffentliche Bücherei St. Joseph, kirchliche Bibliothek, 6000 Medien[45]
- Gustav-Landauer-Bibliothek Witten, Spezialbibliothek[46][47]
- Bibliothek am Institut für Waldorf-Pädagogik Witten/Annen (Schwerpunkt: Anthroposophie und Waldorfpädagogik)
- zwei öffentliche Bücherschränke (vgl. Liste öffentlicher Bücherschränke in Nordrhein-Westfalen)